# Campeonato Africano de Judo de 2010
El XIX Campeonato Africano de Judo se celebró en Yaundé (Camerún) entre el 15 y el 18 de abril de 2010 bajo la organización de la Unión Africana de Judo.
En total se disputaron dieciséis pruebas diferentes, ocho masculinas y ocho femeninas.

## Resultados

### Masculino
| Evento            | Oro                       | Plata                      | Bronce                                                   |
| ----------------- | ------------------------- | -------------------------- | -------------------------------------------------------- |
| –60 kg            | Yasin Mudatir Marruecos   | Mohamed Monir · Egipto     | Cael Lokoka Mboyo R. D. del Congo Eniafe Solomon Nigeria |
| –66 kg            | Yusef Nuari Argelia       | Amin El-Hadi · Egipto      | Rachid El-Kadiri Marruecos Ragueb Karchud Túnez          |
| –73 kg            | Anas Farih Marruecos      | Seifedin Ben Hasen Túnez   | Husein Hafiz · Egipto · Gideon van Zyl · Sudáfrica       |
| –81 kg            | Safuan Ataf Marruecos     | Hatem Abdelajer · Egipto   | Angelo António Angola Mohamed Fadel Gazuani Túnez        |
| –90 kg            | Amar Benijlef Argelia     | Dieudonne Dolassem Camerún | Kinapeya Kone Costa de Marfil Patrick Trezise Sudáfrica  |
| –100 kg           | Ramadan Darwish · Egipto  | Franck Moussima Camerún    | Hasan Azun Argelia Mohamed Ben Saleh Libia               |
| +100 kg           | Islam El-Shehabi · Egipto | Anis Chedli Túnez          | Ahmed Kebaili Argelia El-Mehdi Malki Marruecos           |
| Categoría abierta | Anis Chedli Túnez         | Islam El-Shehabi · Egipto  | Lyes Buyacub Argelia Dieudonne Dolassem Camerún          |

### Femenino
| Evento            | Oro                    | Plata                         | Bronce                                                       |
| ----------------- | ---------------------- | ----------------------------- | ------------------------------------------------------------ |
| –48 kg            | Amani Jalfaui Túnez    | Philomène Bata Camerún        | Franca Audu · Nigeria · Mahitab Faruk · Egipto               |
| –52 kg            | Hanan Kerumi Marruecos | Ngandeu Weyinjam Camerún      | Zouleiha Abzetta Dabonne Costa de Marfil Meriem Musa Argelia |
| –57 kg            | Nesria Yelasi Túnez    | Fatima Zohra Chakir Marruecos | Amal Fawzi · Egipto · Hortence Diédhiou · Senegal            |
| –63 kg            | Kahina Saidi Argelia   | Asma Byaui Túnez              | Aida Ali Uala Marruecos Séverine Nébié Burkina Faso          |
| –70 kg            | Huda Miled Túnez       | Kahina Hadid Argelia          | Felicité Mbala Camerún Antónia Moreira Angola                |
| –78 kg            | Kauzar Ualal Argelia   | Hana Maregni Túnez            | Audrey Koumba Gabón Georgette Sagna Senegal                  |
| +78 kg            | Nihel Sheij Ruhu Túnez | Rania El-Kilali Marruecos     | Sonia Aselah Argelia Monica Sagna Senegal                    |
| Categoría abierta | Nihel Sheij Ruhu Túnez | Rania El-Kilali Marruecos     | Sonia Aselah Argelia Adijat Ayuba Nigeria                    |

## Medallero
| Núm. | País            | Oro | Plata | Bronce | Total |
| ---- | --------------- | --- | ----- | ------ | ----- |
| 1    | Túnez           | 6   | 4     | 2      | 12    |
| 2    | Marruecos       | 4   | 3     | 3      | 10    |
| 3    | Argelia         | 4   | 1     | 6      | 11    |
| 4    | Egipto          | 2   | 4     | 3      | 9     |
| 5    | Camerún         | 0   | 4     | 2      | 6     |
| 6    | Nigeria         | 0   | 0     | 3      | 3     |
| 6    | Senegal         | 0   | 0     | 3      | 3     |
| 8    | Angola          | 0   | 0     | 2      | 2     |
| 8    | Costa de Marfil | 0   | 0     | 2      | 2     |
| 8    | Sudáfrica       | 0   | 0     | 2      | 2     |
| 11   | Burkina Faso    | 0   | 0     | 1      | 1     |
| 11   | Gabón           | 0   | 0     | 1      | 1     |
| 11   | Libia           | 0   | 0     | 1      | 1     |
| 11   | R. D. del Congo | 0   | 0     | 1      | 1     |
|      | TOTAL           | 16  | 16    | 32     | 64    |